# Аду, Шаде
Шаде́ Аду́ (англ. Sade Adu), настоящее имя Хелен Фолашаде Аду (Helen Folasade Adu, йоруба Fọláṣadé Adú; 16 января 1959, Ибадан, Колониальная Нигерия) — британская исполнительница нигерийского происхождения, автор музыки и текстов песен, аранжировщица и продюсер, лидер и единственная вокалистка группы Sade.

## Биография

### Юность
Шаде родилась 16 января 1959 года в Ибадане, Нигерия. Её родители, нигерийский преподаватель экономики Бизи Аду (Bisi Adu) и английская медсестра Энн Хейз (Anne Hayes), познакомились в Лондоне и переехали в Западную Африку. Позже, когда брак переживал трудности, Энн вернулась в Великобританию, к родителям, забрав четырёхлетнюю Шаде и её старшего брата Банъи (Banji).
В начале 1970-х годов, живя в Колчестере, Великобритания, Шаде много читала, интересовалась модой, училась танцевать и с удовольствием слушала таких соул-исполнителей, как Кертис Мэйфилд, Донни Хэтэвей (Donny Hathaway) и Марвин Гей.

### Карьера
В 1977 году Шаде приехала в Лондон для изучения трехлетнего курса дизайна одежды в Художественном колледже Св. Мартина. Получив высшее образование, она с подругой Джоей Меллор (Gioia Mellor) открыла небольшое модельное ателье по пошиву мужской одежды в Лондонской Chalk Farm. Также она работала фотомоделью.
В 1980 году Шаде познакомилась с Ли Барретом (Lee Barrett), менеджером латино-соул группы Arriva. Она присоединилась к группе и начала писать свои собственные песни.
В 1982 году, будучи участницей группы Pride, познакомилась со Стюартом Мэтьюменом и Полом Спенсером Денменом (Paul Spencer Denman). Вместе с Полом Куком (Paul Cooke) они организовали отдельную группу, названную «Sade», и начали писать свой собственный материал. Позднее к группе присоединился Эндрю Хэйл (Andrew Hale), а Пол Кук покинул группу.
18 октября 1983 года Шаде подписала контракт со звукозаписывающей компанией Epic Records. Все последующие альбомы группы Sade — Diamond Life (1984), Promise (1985), Stronger Than Pride (1988), Love Deluxe (1992), The Best Of Sade (1994), Lovers Rock (2000), Lovers Live (2002), Soldier of Love (2010) — были выпущены на этом лейбле.
В 1985 году Шаде снялась в фильме «Абсолютные новички», снятом режиссёром Джулиеном Темплом (Julien Temple). Она сыграла певицу Афину Дунканон (Athene Duncannon), исполнив Killer Blow, написанную ею совместно с Саймоном Бутом (Simon Booth) из соул-джазового коллектива Working Week.
В 1986 году Шаде переехала в Мадрид, Испания.
11 октября 1989 года в старинном замке Виньюэлас (исп.) в Мадриде Шаде вышла замуж за Карлоса Скола Плиего (исп. Carlos Scola Pliego), испанского кинорежиссёра. Но этот брак оказался несчастливым и вскоре распался.
В 1990 году Шаде вернулась в Лондон.
В 2005 году Шаде записала композицию Mum, специально для DVD Voices For Darfur с записью благотворительного концерта, прошедшего 8 декабря 2004 года в Королевском Альберт-Холле в Лондоне и призванного содействовать распространению информации и сбору средств для решения кризиса в зоне Дарфура, Судан.
Шестой студийный альбом группы Soldier of Love  был выпущен  8 февраля 2010 года и являлся  последним альбомом за  десять лет, в котором записаны новые песни.

### Личная жизнь
В 1980-х годах Шаде жила в Тоттенхэме со своим бойфрендом Робертом Элмсом. В 1989 году она вышла замуж за испанского кинорежиссера Карлоса Плиего. Их брак распался в 1995 году. Шаде ненадолго переехала на Карибские острова, чтобы жить с ямайским музыкальным продюсером Бобом Морганом в конце 1990-х годов, и 21 июля 1996 года родила от него дочь Илу. Позже они расстались. С 2007 года Шаде состоит в отношениях с Иэном Уоттсом, бывшим королевским морским пехотинцем. В 2016 году, в Национальный день каминг-аута, Ила выступила как трансгендерный мужчина под именем Изаак Тео Аду. В сентябре 2019 года Изаак опубликовал в интернете сообщение, в котором поблагодарил свою мать за поддержку во время его перехода.
В 2005 году Шаде переехала в сельскую местность Глостершира, где купила коттедж. Она редко дает интервью.
В 1997 году в Монтего Бей (Ямайка) Шаде были предъявлены обвинения в управлении автомобилем, создававшем аварийную ситуацию, и неподчинении офицеру полиции. Позднее ямайский суд выдал ордер на арест Шаде, когда она не смогла явиться в суд, чтобы ответить на обвинения, но медицинское заключение о госпитализации её дочери позволило приостановить действие ордера на арест.

## Дискография
См. дискографию Sade
Участие
- Absolute Beginners Оригинальный Саундтрек (Virgin, 1986)

## Видеография
См. видеографию Sade
Участие
- «Абсолютные новички» (1986)
- «Voices For Darfur» (2005)